# Cairine Wilson

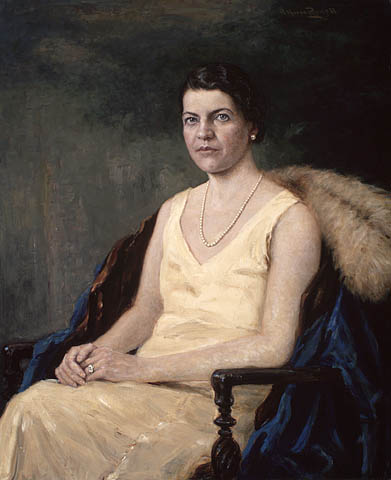
Cairine Wilson (1930)

Cairine Reay Mackay Wilson (* 4. Februar 1885 in Montreal; † 3. März 1962 in Ottawa) war eine kanadische Politikerin. Sie war die erste Frau, die dem Senat angehörte.

## Biografie
Sie war die Tochter von Jane Mackay und Robert Mackay, einem liberalen Senator und persönlichen Freund von Premierminister Wilfrid Laurier. 1909 heiratete sie Norman Frank Wilson, einen liberalen Abgeordneten des Unterhauses, mit dem sie acht Kinder hatte. 1918 zog die Familie nach Ottawa, wo Cairine Wilson in zahlreichen Organisationen tätig wurde.
Premierminister William Lyon Mackenzie King ernannte Wilson am 15. Februar 1930 zur ersten Senatorin des Landes, nur vier Monate nachdem das Justizkomitee des Privy Councils das letztinstanzliche Urteil im Fall Edwards v. Canada (Attorney General) gesprochen hatte. Zuvor durften Frauen nicht dem Senat angehören, da sie gemäß Gesetz keine vollwertigen Personen seien.
Wilson saß in der Folge 32 Jahre lang, bis zu ihrem Tod, als Vertreterin der Provinz Ontario im Senat. Als Präsidentin der kanadischen Völkerbundsgesellschaft, sprach sie sich 1938 öffentlich gegen das Münchner Abkommen aus. Während des Zweiten Weltkriegs war Kings Regierung äußerst zurückhaltend bei der Anerkennung jüdischer Flüchtlinge, doch Wilson gelang es, 100 Waisenkinder aufzunehmen.
Auf Wunsch von Kings Nachfolger Louis Saint-Laurent war Wilson im Jahr 1949 Kanadas erste weibliche Delegierte in der Generalversammlung der Vereinten Nationen. Sie war Vorsitzende des nationalen Flüchtlingskomitees und die erste Frau, die im Senat einen ständigen Ausschuss leitete (Einwanderung und Arbeit). Für ihre Verdienste um Flüchtlingskinder wurde sie 1950 in die französische  Ehrenlegion aufgenommen.

## Nationale Würdigung
Die kanadische Bundesregierung ehrte Wilson am 3. August 2005 für ihr Wirken und erklärte sie zu einer „Person von nationaler historischer Bedeutung“.